# 史密斯菲爾德 (肯塔基州)
史密斯菲爾德（英語：Smithfield）是一個位於美國肯塔基州亨利縣的城市。

## 地方資料
根據2020年美國人口普查的數據，史密斯菲爾德的面積為0.35平方千米，當中陸地面積為0.35平方千米，而水域面積為0.00平方千米。當地共有人口124人，而人口密度為每平方千米354.29人。